# Anschela Krawtschenko
Anschela Oleksijiwna Krawtschenko (ukrainisch Анже́ла Олексі́ївна Кра́вченко, engl. Transkription Anzhela Kravchenko; * 25. Januar 1971) ist eine ehemalige ukrainische Leichtathletin, die sich auf den Sprint spezialisiert hat.

## Sportliche Laufbahn
Erste Erfahrungen bei internationalen Meisterschaften sammelte Anschela Krawtschenko im Jahr 1994, als sie bei den Goodwill Games in St. Petersburg mit der ukrainischen 4-mal-100-Meter-Staffel in 43,86 s gemeinsam mit Wiktorija Fomenko, Iryna Sljussar und Antonina Sljussar die Bronzemedaille hinter den Teams aus den Vereinigten Staaten und Kuba gewann. Anschließend schied sie bei den Europameisterschaften in Helsinki mit 11,78 s in der ersten Runde im 100-Meter-Lauf aus und verpasste mit der Staffel mit 44,26 s den Finaleinzug. 1997 startete sie im 60-Meter-Lauf bei den Hallenweltmeisterschaften in Paris und kam dort mit 7,47 s nicht über die Vorrunde hinaus. Anfang August erreichte sie bei den Weltmeisterschaften in Athen das Viertelfinale über 100 Meter und schied dort mit 11,43 s aus. Zudem wurde sie mit der Staffel im Vorlauf disqualifiziert. Anschließend nahm sie an der Sommer-Universiade in Catania teil und gewann dort in 11,34 s die Silbermedaille über 100 Meter hinter der Griechin Ekaterini Thanou. 1998 erreichte sie bei den Halleneuropameisterschaften in Valencia das Halbfinale über 60 Meter und schied dort mit 7,35 s aus und im August belegte sie bei den Europameisterschaften in Budapest in 11,16 s den siebten Platz über 100 Meter und wurde im Staffelbewerb in 43,58 s Vierte. Im Jahr darauf startete sie mit der Staffel bei den Weltmeisterschaften in Sevilla und verpasste dort mit 43,80 s den Finaleinzug. 2000 klassierte sie sich bei den Halleneuropameisterschaften in Gent mit 7,14 s auf dem vierten Platz über 60 Meter und im September schied sie bei den Olympischen Sommerspielen in Sydney mit 11,32 s im Viertelfinale über 100 Meter aus und scheiterte mit der Staffel mit 43,31 s im Halbfinale.
2001 schied sie bei den Hallenweltmeisterschaften in Lissabon mit 7,27 s im Halbfinale über 60 Meter aus und im Jahr darauf kam sie bei den Europameisterschaften in München mit 11,54 s nicht über die erste Runde über 100 Meter hinaus, belegte aber mit der Staffel in 43,38 s den fünften Platz. 2003 belegte sie bei den Weltmeisterschaften in Paris mit 23,00 s im Finale im 200-Meter-Lauf den sechsten Platz und gelangte mit der Staffel mit 43,07 s auf Rang vier. Sie setzte ihre Karriere ohne weiteren Meisterschaftsteilnahmen bis ins Jahr 2008 fort und beendete dann ihre aktive Laufbahn im Alter von 37 Jahren.
In den Jahren von 1997 bis 2001 wurde Krawtschenko ukrainische Meisterin im 100-Meter-Lauf sowie 1997 und 2002 auch über 200 Meter. Zudem wurde sie 2006 Hallenmeisterin im 60-Meter-Lauf.

## Persönliche Bestzeiten
- 100 Meter: 11,16 s (+2,0 m/s), 19. August 1998 in Budapest
  - 50 Meter (Halle): 6,18 s, 13. Februar 2000 in Liévin
  - 60 Meter (Halle): 7,07 s, 2. Februar 2000 in Erfurt	(ukrainischer Rekord)
- 200 Meter: 22,66 s (−0,1 m/s), 27. August 2003 in Paris/Saint-Denis